# Федосово (Рязанская область)
Федосово — село в Шацком районе Рязанской области в составе Ольховского сельского поселения.

## Географическое положение
Село Федосово расположено на Окско-Донской равнине на левом берегу реки Тырницы в устье речки Ветринки в 21 км к юго-западу от города Шацка. Расстояние от села до районного центра Шацк по автодороге — 30 км.
В южной части села имеются пруды. К западу от села местность пересеченная, здесь протекают реки Ветринка и её притоки; к северу расположена балка Мунки; вдоль восточной окраины села протекает река Тырница. Ближайшие населенные пункты — деревни Истинка, Цветки, Никито-Поляны, Александровка и Богословка.

## Население
| 1989 | 2010 | 2012 |
| ---- | ---- | ---- |
| 347  | ↘173 | ↗195 |

## Происхождение названия
По версии михайловских краеведов И. Журкина и Б. Катагощина село получило свое название по фамилии землевладельца Федосова.
Вплоть до начала XX в. село носило двойное название — Феодосова Поляна, Феодосово тож.

## История
В начале XX в. в селе Феодосова Поляна, Феодосово тож, имелось две церкви. Каменная холодная Сергиевская церковь, с главным престолом во имя святого преподобного Сергия Радонежского и придельным в честь святого преподобного Александра Свирского, была построена в 1908 г. на средства казны и прихожан; а деревянная холодная Сергиевская церковь, с главным престолом также во имя святого преподобного Сергия Радонежского, была построена в 1910 г. и два её придельных престола ещё не были освящены.
К 1911 г. причт Сергиевских церквей села Феодосово по штату состоял из священника, диакона и псаломщика. За церквями числилось 3 дес. усадебной и 33 дес. пахотной земли, песчаной, илистой и малоплодородной в 1 версте от каменной и в 100 саженях от деревянной церкви в одном участке. Земля давала годового дохода 575 руб., братский годовой доход составлял 820 руб. От казны платилось жалованье: священнику — 300 руб., диакону — 150 руб. и псаломщику — 100 руб. в год. Кроме того причт получал ругу — печёный хлеб и пироги во время Пасхи и престольных праздников, и печёный хлеб за крестины. Дома у причта были собственные.
В состав прихода Сергиевской церкви села Феодосово входили также близлежащие деревни Рай-Поле, Петровка-Алексеевка, Александровка, Михайловка, Ветренка, Истинка, часть деревни Никитина Поляна и мелкие хутора Фирсова, Соколова, Ильина, Пономарева, Колошеина, Семочкина и Довгялло.
К 1911 г., по данным А. Е. Андриевского, в селе Феодосово насчитывалось 379 крестьянских дворов, в которых проживало 1249 душ мужского и 1258 женского пола. Жители занимались земледелием, и отхожими промыслами — плотницким ремеслом и в качестве чернорабочих. Душевой надел местных крестьян составлял 3/4 десятины.
Помимо двух церквей в селе Феодосово имелись церковно-приходское попечительство, общество трезвости, одноклассная смешанная церковно-приходская школа и церковная библиотека в 130 томов. Вблизи села располагалась казенная Костюковско-Белореченская лесная дача.
В советское время в селе Федосово располагалась центральная усадьба колхоза «Заветы Ильича».

## Транспорт
Основные грузо- и пассажироперевозки осуществляются автомобильным транспортом.

## Достопримечательности
- Храм святого преподобного Сергия Радонежского — Сергиевская церковь. Построен в 1910 г. на средства прихожан. Находится в руинированном состоянии.[6]
- Памятник односельчанам, павшим в Великой Отечественной войне 1941—1945 гг.